# Borzytuchom
Borzytuchom (deutsch Borntuchen) ist eine Ortschaft in der polnischen Woiwodschaft Pommern.  Sie gehört zur Gmina Borzytuchom (Gemeinde Borntuchen) im Powiat Bytowski (Bütower Kreis).

## Geographische Lage
Die Ortschaft liegt in Hinterpommern, am Borntuchener See, etwa 200 Kilometer nordöstlich von Stettin und neun Kilometer westnordwestlich der Kreisstadt Bütow.

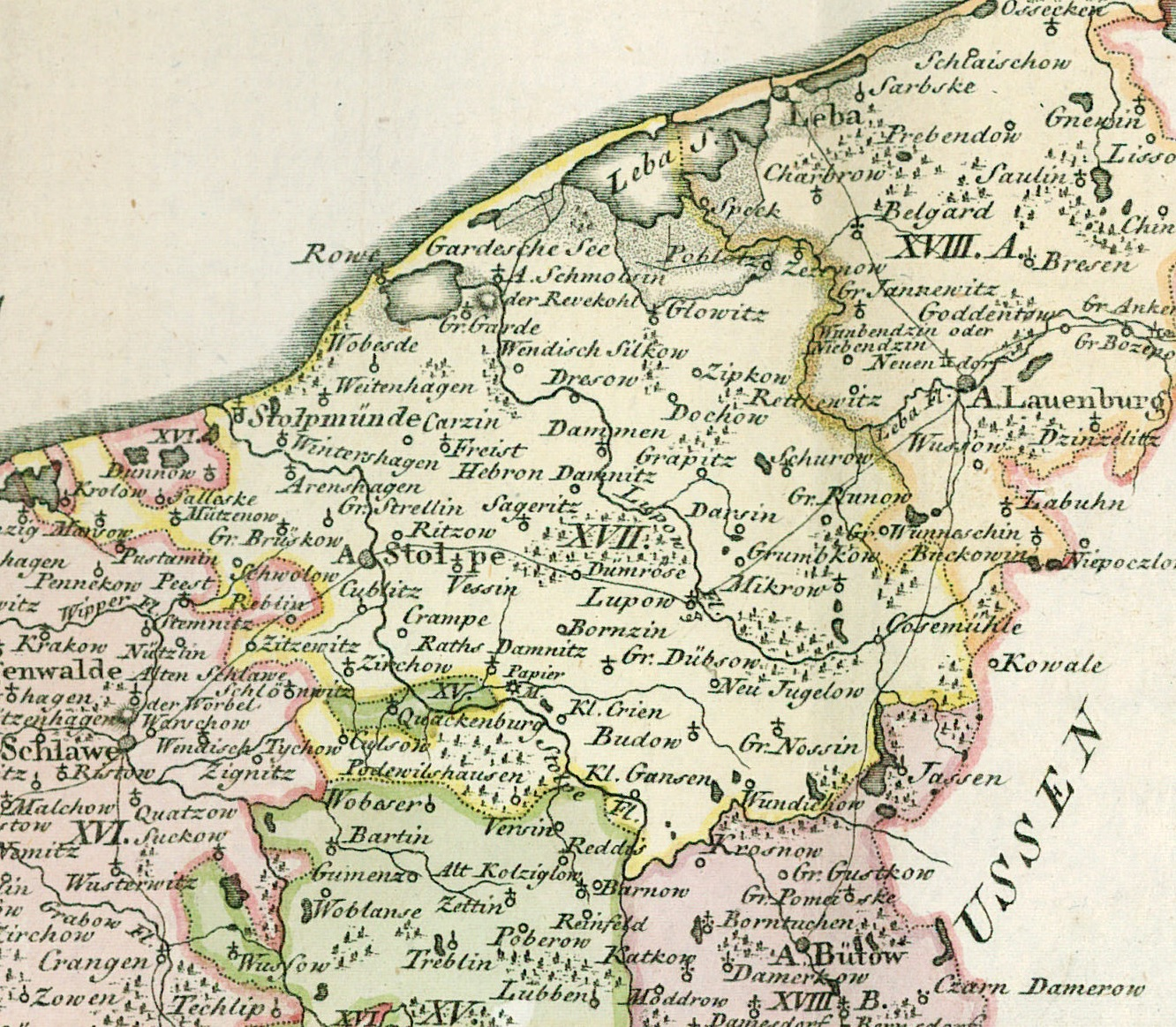
Borntuchen, südöstlich der Stadt Stolp (früher Stolpe geschrieben) und westnordwestlich der Stadt Bütow, auf einer Landkarte von 1794

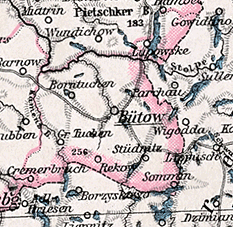
Borntuchen, westnordwestlich der Stadt Bütow, auf einer Landkarte von 1905

## Geschichte
Das ehemalige Amtsdorf Borntuchen des königlichen Amtes Bütow hatte um 1782 einen Freischulzenhof, zwei Halbschulzenhöfe, den von allen Abgaben befreiten Jannewitzschen Hof, neun Bauernstellen, drei Freischulzenkaten, fünf Kossäten, zwei Büdner, einen Oberförster, einen Krüger, einen Schmied, einen lutherischen Prediger, einen lutherischen Küster, ein lutherisches Bethaus, einen römisch-katholischen Küster, drei katholische Priestercolonen, eine katholische Mutterkirche und 36 Feuerstellen (Haushaltungen).
Anfang der 1930er Jahre hatte die Landgemeinde Borntuchen eine Flächengröße von 18,9 km². Innerhalb der Gemeindegrenzen standen insgesamt 95 bewohnte Wohnhäuser an drei verschiedenen Wohnstätten:
1. Bahnhof Borntuchen
2. Borntuchen
3. Waldarbeitergehöft Abbau Morgenstern

Um 1935 hatte Borntuchen unter anderem einen Gasthof, zwei Niederlassungen von Spar- und Darlehnskassen, zwei Gemischtwarenläden, eine Molkerei, zwei Schmieden, ein Stellmacherei, zwei Tischlereien, eine Möbelfabrik und eine Pferdehandlung. Im Jahre 1925 hatte die Gemeinde Borntuchen 706 Einwohner, 1939 wurden 647 Einwohner gezählt.

Häuser im Dorf
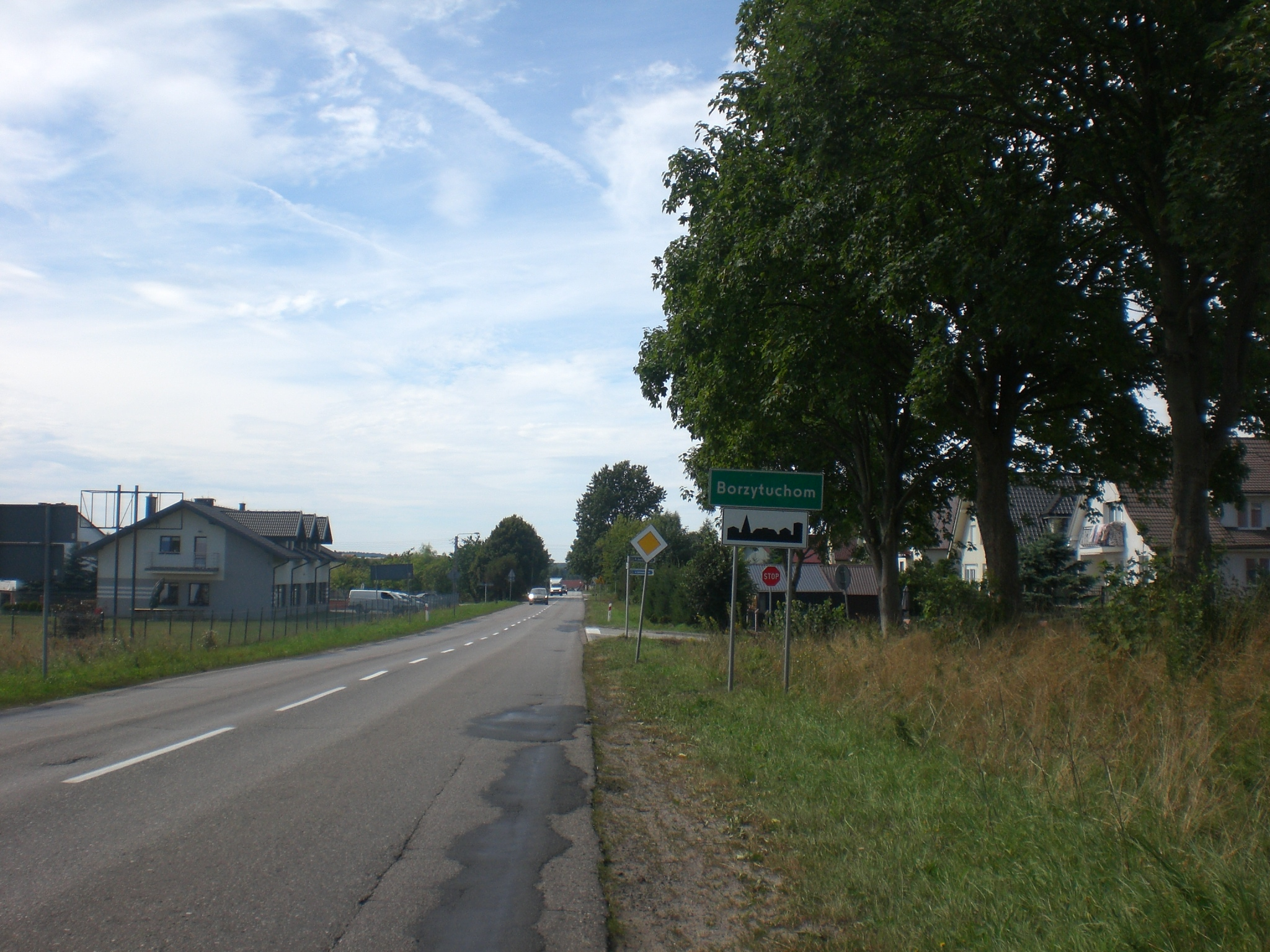
Dorfstraße (2018)
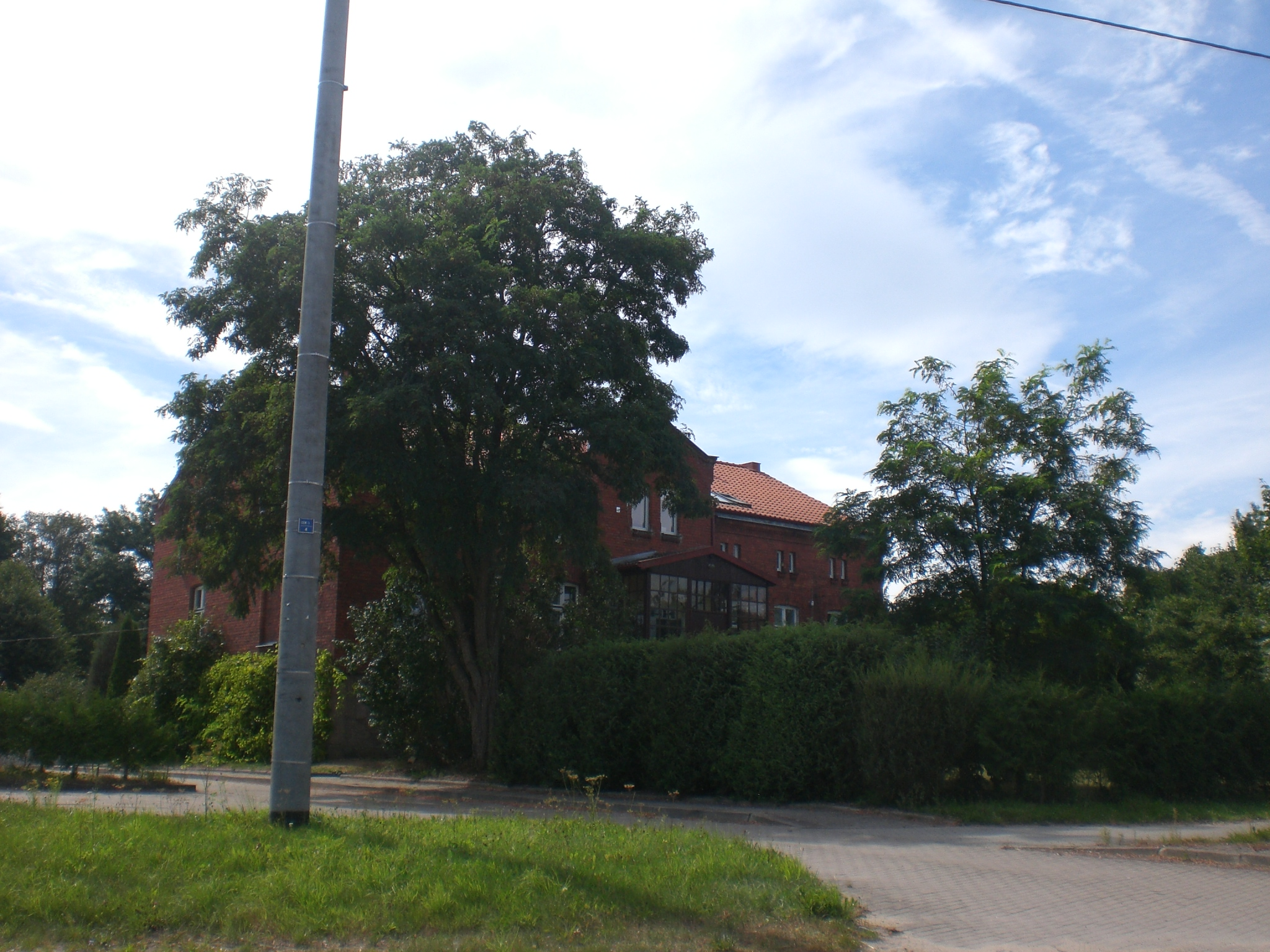
Wohngebäude (2018)
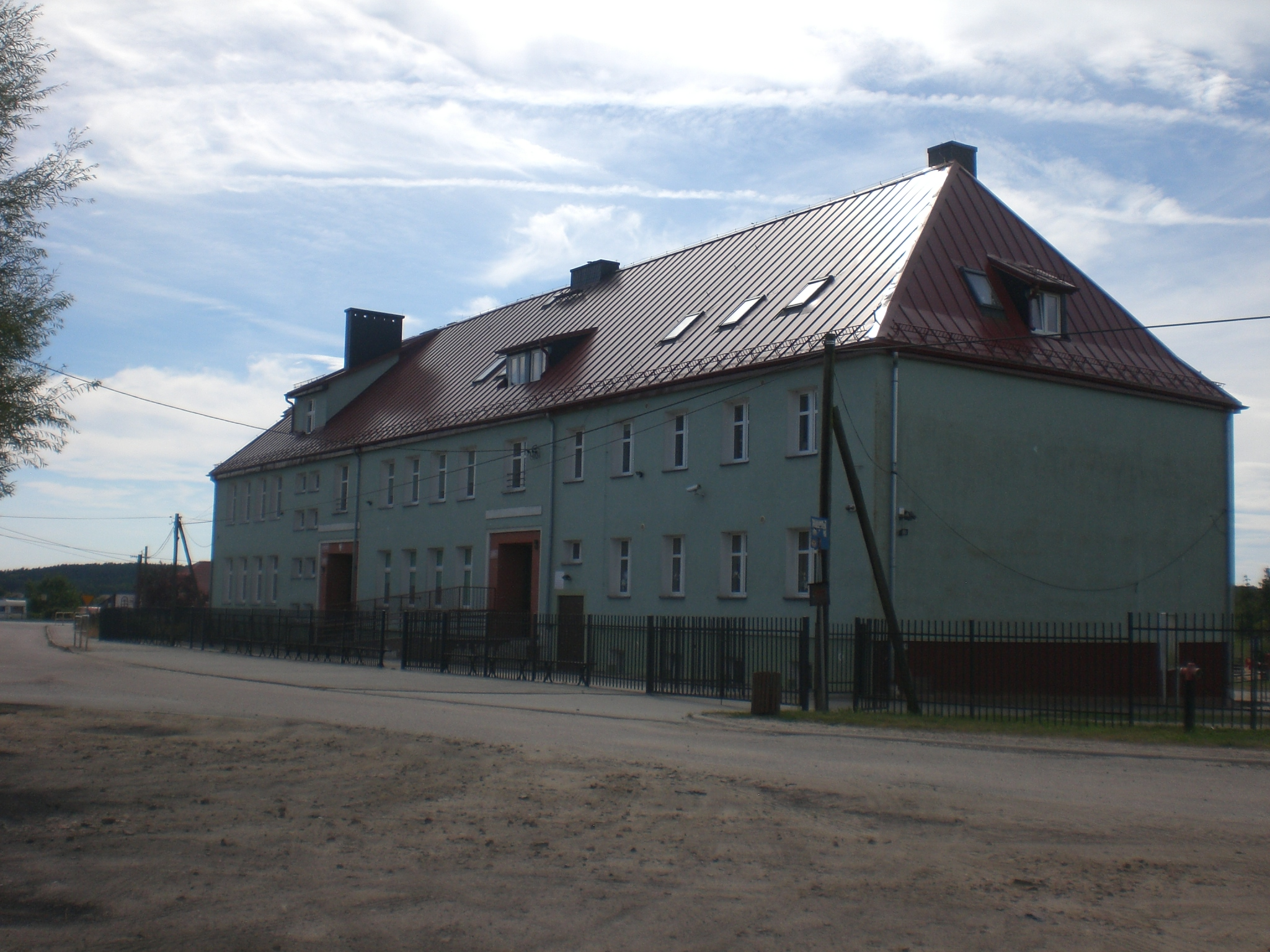
Schulhaus (2018)

Bis 1945 bildete Borntuchen eine Landgemeinde im Kreis Bütow der preußischen Provinz Pommern des Deutschen Reichs. Borntuchen war Sitz des Amtsbezirks Borntuchen.
Gegen Ende des Zweiten Weltkriegs wurde Borntuchen im Frühjahr 1945 von der Roten Armee besetzt. Anschließend wurde Borntuchen zusammen mit ganz Hinterpommern von der Sowjetunion der Volksrepublik Polen zur Verwaltung überlassen. Danach kamen Polen in das Dorf, von denen die einheimischen Dorfbewohner aus ihren Häusern und Wohnungen gedrängt wurden. Für Borntuchen wurde von der polnischen Administration die polonisierte Ortsbezeichnung ‚Borzytuchom‘ eingeführt. Die einheimischen Dorfbewohner wurden in der Folgezeit von der polnischen Verwaltungsbehörde aus Borntuchen vertrieben.

## Kirche

### Dorfkirche

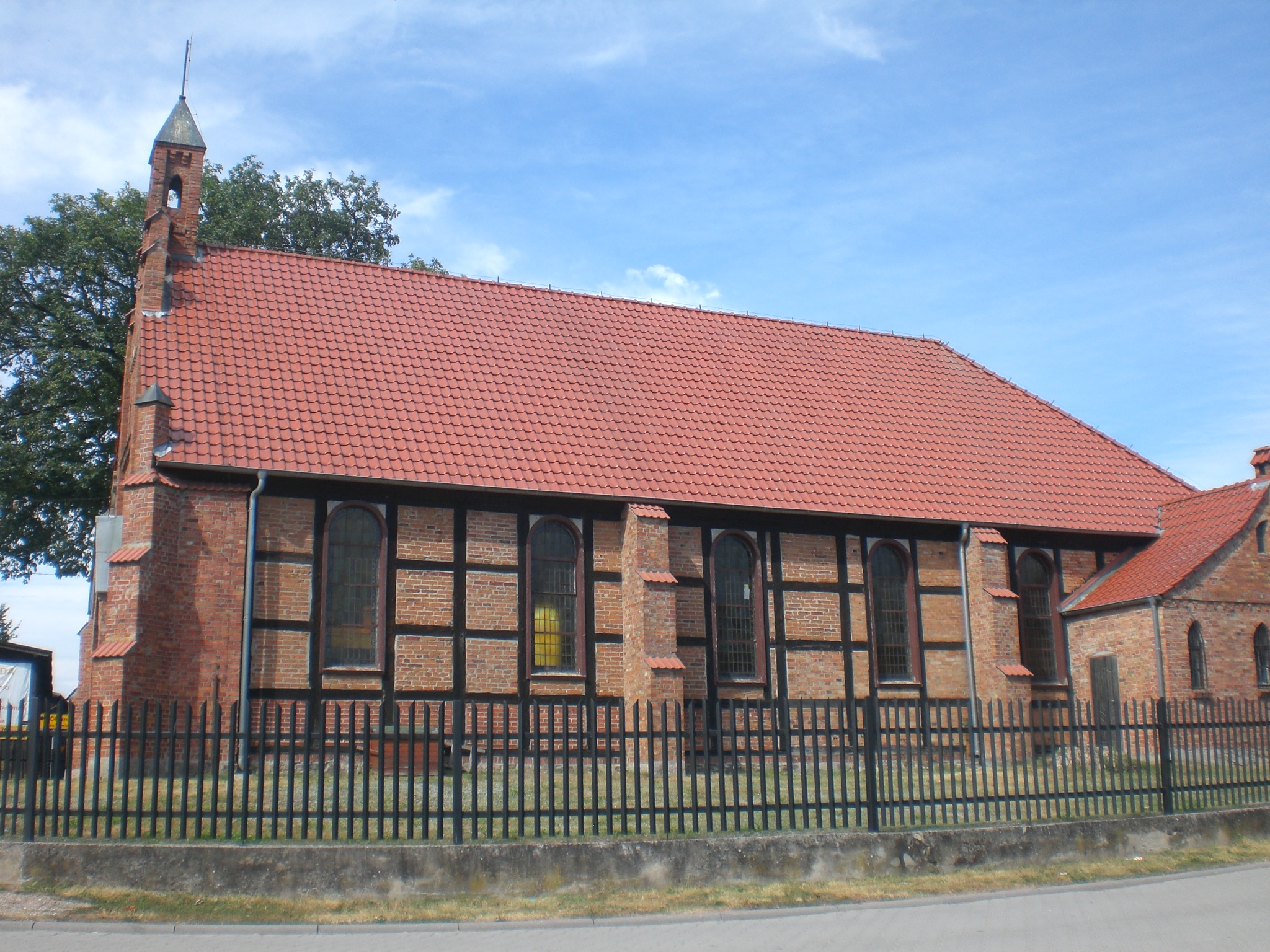
Dorfkirche (2018), bis 1945 Bethaus der evangelischen Gemeinde Borntuchen

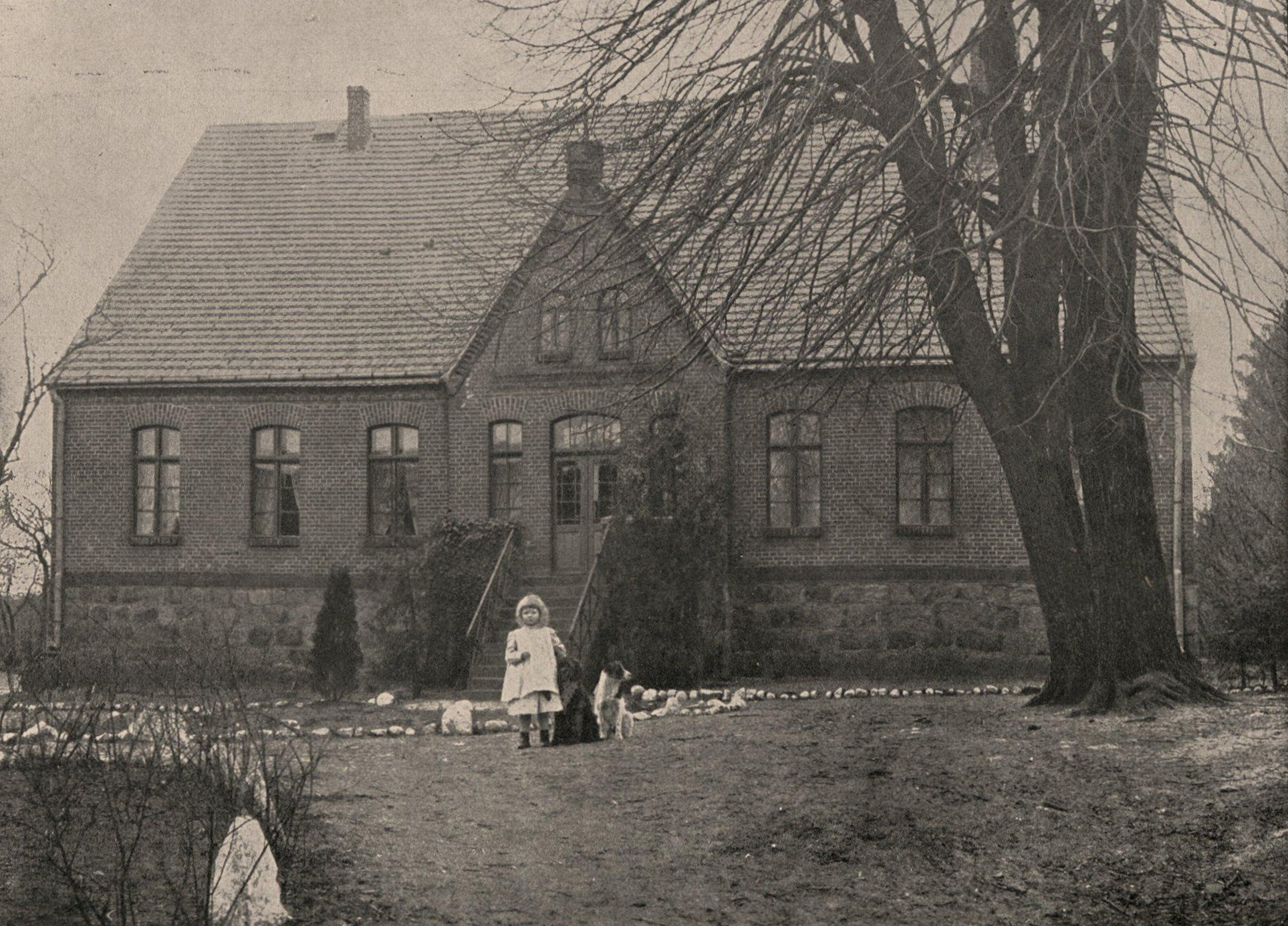
Evangelisches Pfarrhaus in Borntuchen (um 1900)

Das evangelische Bethaus war ein neueres Gebäude ohne Turm. Der Glockenstuhl, in dem zwei Glocken aufgehängt waren, stand neben dem Bethaus.
Das evangelische Bethaus wurde nach dem Zweiten Weltkrieg von der polnischen Administration zugunsten der Römisch-katholischen Kirche in Polen zwangsenteignet und vom polnischen katholischen Klerus ‚neu geweiht‘.

### Kirchspiel bis 1945
Die vor 1945 hier lebenden Dorfbewohner waren mit wenigen Ausnahmen Evangelische (Angehörige der Landeskirche) und gehörten zum Kirchspiel Borntuchen. Der Bestand an Kirchenbüchern reichte bis 1758 zurück.
Das katholische Kirchspiel war in Bütow.

### Polnisches Kirchspiel seit 1945
Die seit 1945 und Vertreibung der einheimischen Dorfbewohner anwesende polnische Einwohnerschaft ist überwiegend katholisch. Das polnische katholische Kirchspiel ist in Borntuchen.
Das polnische evangelische Kirchspiel ist in Bütow.

## Verkehr
Zwischen 1884 und 1993 war der Ort Bahnstation an der jetzt stillgelegten Bahnstrecke Lipusz–Korzybie (Lippusch – Zollbrück).